# Beilschmiedia lucidula
Beilschmiedia lucidula är en lagerväxtart som först beskrevs av Friedrich Anton Wilhelm Miquel, och fick sitt nu gällande namn av André Joseph Guillaume Henri Kostermans. Beilschmiedia lucidula ingår i släktet Beilschmiedia och familjen lagerväxter. Inga underarter finns listade i Catalogue of Life.